# Jack Keller
Jack Keller, född 11 november 1936, död 1 april 2005, var en amerikansk låtskrivare och skivproducent. Bland Kellers mest kända sånger märks "Bewitched" och "Everybody's Somebody's Fool" (som bland andra spelades in av Connie Francis), bägge med text av Howard Greenfield samt "One Way Ticket (To The Blues)" och "Venus in Blue Jeans". Keller producerade också låtar åt gruppen The Monkees och skrev många låtar med textförfattaren Gerry Goffin på musikförlaget Aldon Music.